# Catedral basílica de la Asunción de la Virgen María (Pelplin)
La Catedral Basílica de la Asunción de la Virgen María o simplemente Catedral de Pelplin y antes Abadía de Pelplin (en polaco: Bazylika Katedralna Wniebowzięcia NMP) es el nombre que recibe un edificio religioso afiliado a la Iglesia católica que se encuentra ubicado en la localidad de Pelplin en el país europeo de Polonia. Fue declarada basílica en 1960. Pertenece a la diócesis de Pelplin.
Se trata de iglesia de estilo gótico, originalmente un templo del monasterio del Císter hasta 1824 cuando se volvió la sede del obispo local. Fue situada primero en Pogódki (Pogutken), próximo a Kościerzyna (Berent), y reubicado en 1276 en Pelplin. El antiguo monasterio y parte de los edificios religiosos agrupados alrededor sobrevivieron gracias a la Catedral. El edificio es uno de los mayores templos de ladrillo de la arquitectura gótica en Polonia (El segundo después de la iglesia de Santa María en Gdansk ). Cuenta con una decoración rica de los siglos XV y XVIII, incluido un monumental altar, de 25 metros, una serie de altares laterales, un púlpito, y un órgano.

## Véase también

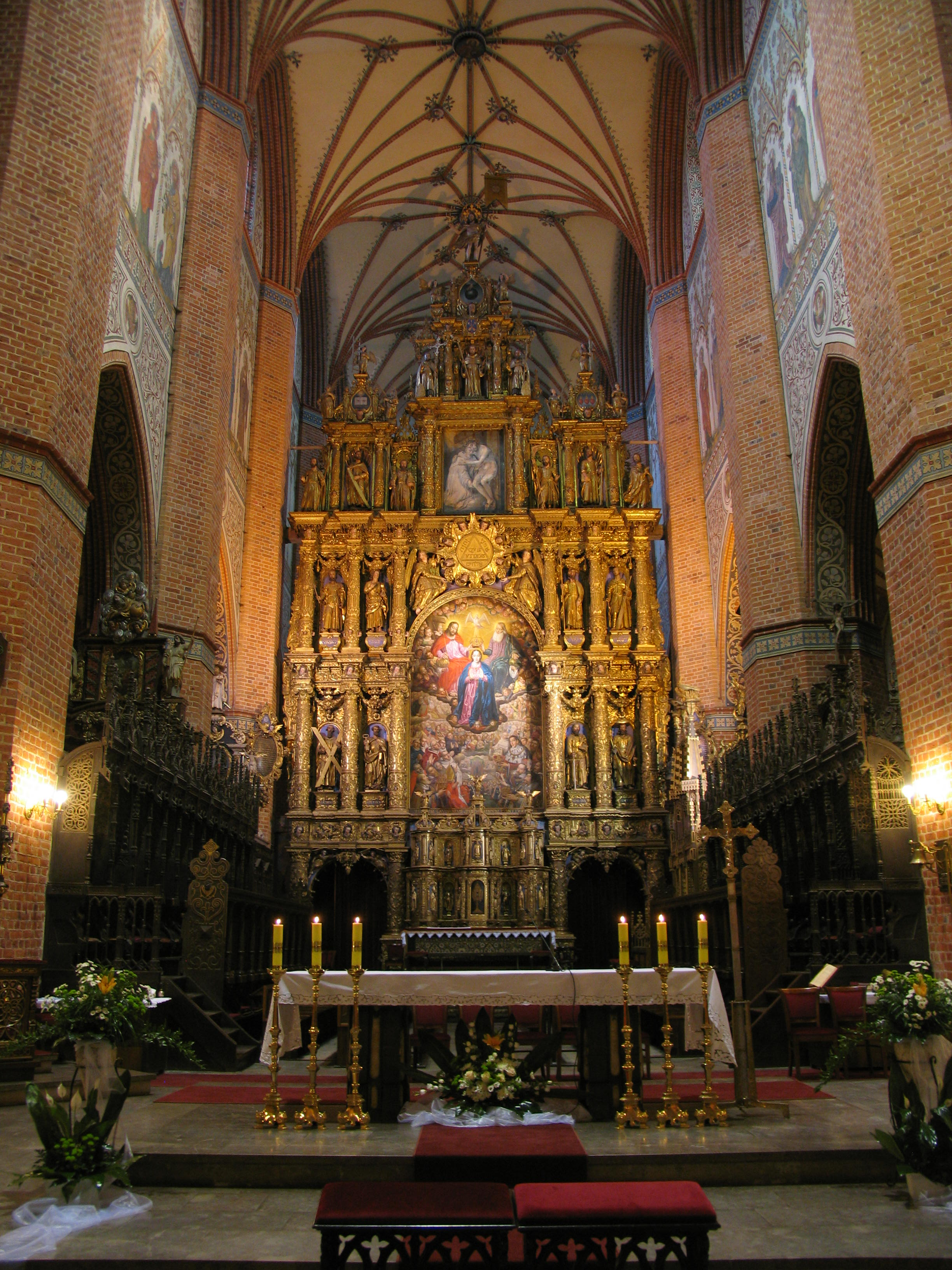
Vista interna